# Kinaskan Lake Park
Kinaskan Lake Park är en park i Kanada.   Den ligger i provinsen British Columbia, i den centrala delen av landet, 3 900 km väster om huvudstaden Ottawa. Kinaskan Lake Park ligger 817 meter över havet. Den ligger vid sjön Natadesleen Lake.
Terrängen runt Kinaskan Lake Park är varierad. Trakten runt Kinaskan Lake Park är nära nog obefolkad, med mindre än två invånare per kvadratkilometer.. Det finns inga samhällen i närheten.